# Later is al lang begonnen
Later is al lang begonnen is een album uit 1984 van de Nederlandstalige popgroep Klein Orkest. Het werd genomineerd voor een Edison en stond achttien weken op plaats 4 in de albumlijst.

## Tracks
| Nr. | Titel                     | Duur |
| --- | ------------------------- | ---- |
| 1.  | Over de muur              | 3.26 |
| 2.  | Verloren tijd             | 3.50 |
| 3.  | Achter elke deur          | 3.50 |
| 4.  | Alles over jou            | 3.31 |
| 5.  | Later is al lang begonnen | 4.06 |
| 6.  | Vrienden II               | 3.40 |
| 7.  | In de wolken              | 4.52 |
| 8.  | Even voor eeuwig          | 3.44 |
| 9.  | 26000 dagen               | 3.42 |
| 10. | Mijn vader                | 2.30 |

## Musici
- Harrie Jekkers (zang, gitaar)
- Léon Smit (toetsen, achtergrondzang)
- Niek Nieuwenhuijssen (drums, achtergrondzang)
- Chris Prins (basgitaar)

## Over de muur
De grootste hit van dit album en daarmee ook de grootste hit van Klein Orkest is Over de muur. Klein Orkest bracht het lied aan de vooravond van de grote Vredesdemonstratie op het Malieveld in Den Haag in het kader van "Hollanditis". Het lied werd een grote hit, en de platenmaatschappij werd regelmatig gevraagd of het nummer niet op single te verkrijgen was. Dit was aanvankelijk nog niet het geval. De live-versie van het nummer werd op de radio regelmatig gedraaid, want een studioversie was er nog niet. Het nummer kwam pas uit als single in 1984. Toen in 1989 de Muur viel, werd het nog een keer uitgegeven, maar nu als een cd-single. Het werd opnieuw een hit.

## Singles
De liedjes Alles over jou en Over de muur kwamen in 1984 uit als single.

## Trivia
- Het optreden van Klein Orkest op de Edisonuitreiking staat als extra op de dvd van Harrie Jekkers' cabaretprogramma Het gelijk van de koffietent. De Edisonuitreiking werd gepresenteerd door Willem Nijholt en Klein Orkest speelde de nummers Verloren tijd en Over de muur.
- In Het gelijk van de koffietent zingt Harrie Jekkers het nummer Later is al lang begonnen. Hij vertelt daarna dat het zijn persoonlijke favoriet is. In de reünie-show Later is al lang begonnen en vroeger komt nog 1 keer terug vertelt Harrie echter dat Verloren tijd zijn persoonlijke favoriet is.
- Harrie Jekkers begon zijn cabaretprogramma Met een goudvis naar zee met Verloren tijd.
- Op dit album staat het nummer Vrienden II. Het nummer Vrienden is te vinden op het album Het leed versierd. Vrienden II is echter veel positiever en optimistischer dan zijn voorganger.
- Het album Later is al lang begonnen is volledig opgenomen op het verzamelalbum Het beste van Klein Orkest uit 1987.
- In de shows Twee maal drie kwartier (Harrie Jekkers, Léon Smit en Chris Prins) en Het verhaal achter de liedjes (Harrie Jekkers en Koos Meinderts) wordt Over de muur ten gehore gebracht.